# Labroides
Labroides là một chi cá biển thuộc họ Cá bàng chài. Tất cả các loài trong chi này đều có phạm vi phân bố tập trung ở Ấn Độ Dương - Thái Bình Dương.

## Từ nguyên
Hậu tố -oides trong tiếng Latinh có nghĩa là "tương đồng", hàm ý đề cập đến sự giống nhau về hình dáng giữa chi này với chi họ hàng Labrus, nhưng Labroides có một cặp răng nanh chĩa ra ở mỗi hàm.

## Hành vi

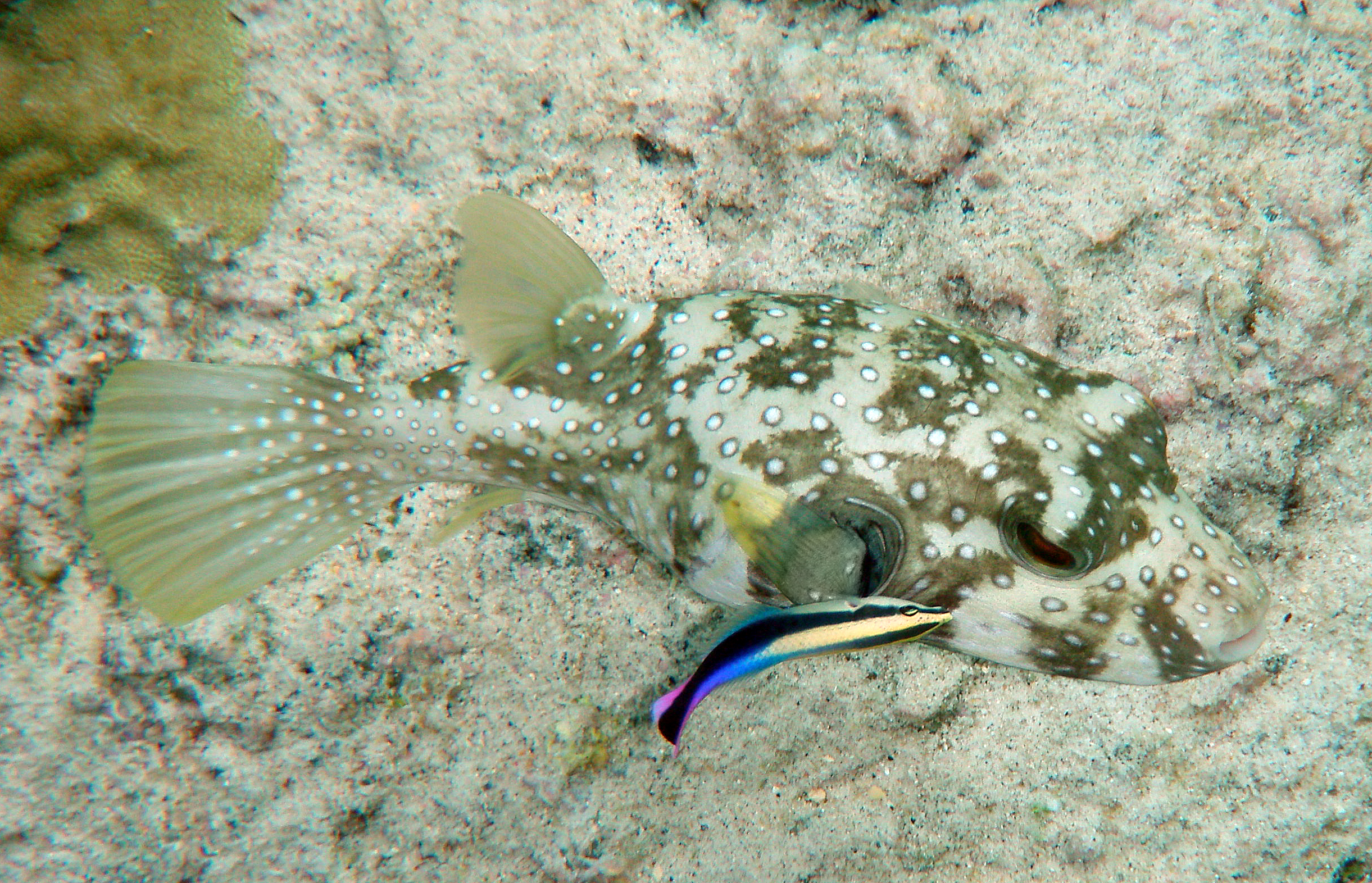
Labroides phthirophagus đang làm vệ sinh cho Arothron hispidus

Cá trưởng thành và cá con của các loài Labroides đều có hành vi "dọn vệ sinh" cho những loài cá khác, bao gồm cả những sinh vật khác như rùa biển, được gọi chung là những loài "khách hàng". Labroides ăn những loài ký sinh và loại bỏ các mô chết trên cơ thể của các "khách hàng".
Hai loài trong chi này, Labroides dimidiatus và Labroides phthirophagus, cá con của chúng có thể nhanh chóng chuyển sang màu sắc của cá trưởng thành khi bị tấn công.

## Mô tả
Labroides có thân mảnh, thuôn dài, đặc trưng bởi một dải sọc chạy dài từ mõm (Labroides bicolor lại không có đặc điểm này), băng qua mắt và kết thúc ở vây đuôi. Cá con của Labroides có màu đen và có dải sọc màu xanh lam hoặc màu vàng.

## Các loài
Có tất cả 5 loài được công nhận là hợp lệ trong chi này:
- Labroides bicolor Fowler & Bean, 1928
- Labroides dimidiatus (Valenciennes, 1839)
- Labroides pectoralis Randall & Springer, 1975
- Labroides phthirophagus Randall, 1958
- Labroides rubrolabiatus Randall, 1958